# Gustav Brunner
Gustav Brunner est un ingénieur automobile autrichien né le 12 septembre 1950 à Graz en Autriche.

## Biographie
Gustav Brunner commence à travailler chez le constructeur allemand McManara puis, ses études terminées, est engagé par Auto Technisches Spezialzubehör en Formule 1. En 1978, Brunner dessine la première véritable ATS, la HS1, aidé de Nigel Stroud. Cette voiture est un échec, Jean Pierre Jarier, qui parvient parfois à surnager, ne pouvant contrer un problème rédhibitoire de tenue de route. Après une pause d'une année, il revient chez ATS en 1983 lorsque l'écurie récupère le moteur BMW turbo de 1982. Il conçoit la D6, qui ne marque pas le moindre point. En 1984, il conçoit la dernière ATS, D7, qui marque un point grâce au débutant Gerhard Berger.
En 1985, Brunner passe chez RAM Racing. La monoplace, qu'il conçoit avec l'Argentin Sergio Rinland, est aussi peu performante que ses précédentes et occupe le fond de grille.
Les années suivantes sont plus prolifiques puisqu'il est recruté par la Scuderia Ferrari pour créer une monoplace d'Indycar ; le projet avorte et la Scuderia le nomme adjoint de John Barnard.
En 1988, il est engagé par Gunther Schmidt, l'ancien propriétaire d'ATS, qui a créé Rial Racing, une nouvelle écurie de Formule 1. La monoplace ARC1 marque trois points au Grand Prix de Détroit grâce à Andrea De Cesaris. L'année suivante, passé chez Zakspeed, une autre écurie de fond de grille Brunner conçoit la 891 qui ne se qualifie qu'à deux reprises.
En 1990, après le retrait de Zakspeed, Brunner s'engage chez Leyton House Racing ou il devient l'adjoint d'Adrian Newey pendant deux saisons. Les performances de leurs créations, la CG901 puis la CG911 (8 points et 1 podiums en deux ans) lui permettent d'être à nouveau engagé chez Ferrari, où il retrouve John Barnard. Ils dessinent ensemble les monoplaces de 1994 (Ferrari 412T1) et 1995 (Ferrari 412T2).
Fin 1997, il rejoint la Scuderia Minardi où il retrouve son ancienne situation de concepteur de monoplaces de fond de grille. En 1999, Marc Gené marque un point au Nürburgring au volant de la M01.
Fin 2001 il reçoit une offre de Toyota F1 Team pour devenir directeur technique. Il reste à ce poste jusqu'à la fin 2005.